# 罗伯特·哈格
罗伯特·A·哈格（英語：Robert A. Haag，1956年—），又译罗伯特·黑格，美国陨石收藏家，有陨石猎人之称。哈格从23岁起收集陨石，并成为第一位获得月球和火星陨石的人。1989年12月23日的《新科学人》（New Scientist）周刊曾对其事迹进行报道。
哈格是一位矿产交易商的儿子。他的足迹遍布全球，曾一手促成首颗月球陨石买卖。早在1980年代，哈格收集的陨石就已超过一千件，并且编制了一份样品目录，其中待售的陨石从几美元到上万美元不等。哈格平均每搜寻100小时发现一颗陨石，他以交易陨石谋生，并且会用陨石与其他人以物易物。
1990年，哈格曾险些盗走世界第二大陨石艾尔·查科（El Chaco）。